# Мухаметалиулы, Нажмедин
Нажмедин Мухаметалиулы (род. 1 января 1973, КазССР) – казахстанский дипломат, Чрезвычайный и Полномочный Посол Республики Казахстан в Султанате Оман. 

## Биография
Окончил Казахский государственный университет международных отношений и мировых языков им. Абылай хана (1999).
- Референт-переводчик Посольства Саудовской Аравии в Казахстане (1998-2005);
- Второй секретарь Департамента Азии и Африки МИД РК (2005);
- Второй секретарь, первый секретарь, советник Генерального консульства Казахстана в Дубае (2005-2010);
- Советник Департамента Азии и Африка МИД РК (2010-2011);
- Советник Посольства Казахстана в Египте (2011-2012);
- Советник Департамента Азии и Африки МИД РК (2012-2013);
- Советника-посланника Посольства Казахстана в Королевстве Саудовская Аравия (2013-2019);
- Чрезвычайный и Полномочный Посол Республики Казахстан в Султанате Оман (с 2019).